# Voragonema pedunculata
Voragonema pedunculata är en nässeldjursart som först beskrevs av Bigelow 1913.  Voragonema pedunculata ingår i släktet Voragonema och familjen Rhopalonematidae. Inga underarter finns listade i Catalogue of Life.